# Pseudospiropes obclavatus
Pseudospiropes obclavatus är en svampart som beskrevs av M.B. Ellis 1976. Pseudospiropes obclavatus ingår i släktet Pseudospiropes och familjen Helotiaceae.   Inga underarter finns listade i Catalogue of Life.